# Argentovoluta bottai
Argentovoluta bottai is een slakkensoort uit de familie van de Volutidae. De wetenschappelijke naam van de soort is voor het eerst geldig gepubliceerd in 1989 door Vazquez & Caldini.